# Cofacteur à molybdène
Un cofacteur à molybdène, parfois abrégé en MoCo, est un cofacteur nécessaire à l'activité de certaines enzymes telles que la xanthine oxydase, la DMSO réductase, la sulfite oxydase, la nitrate réductase, l'éthylbenzène hydroxylase, la glycéraldéhyde-3-phosphate déshydrogénase à ferrédoxine et l'arséniate réductase à glutarédoxine,. Chimiquement, de tels cofacteurs résultent de la formation d'un complexe entre un oxyde de molybdène et une molécule de molybdoptérine, ou un dérivé — parfois assez éloigné — de molybdoptérine.
Les nitrogénases, phylogénétiquement plus anciennes, sont les seules enzymes connues utilisant le molybdène mais sans molybdoptérine — elles utilisent à la place des centres fer-soufre, de structure très différente dans laquelle le molybdène est lié à d'autres atomes métalliques ; elles permettent à certaines bactéries et cyanobactéries de fixer l'azote atmosphérique.
Ce type de cofacteurs peut revêtir diverses formes actives chez les procaryotes, tel que le bis(molybdoptérine guanine dinucléotide)molybdène ci-dessous :

Structure du bis(molybdoptérine guanine dinucléotide)molybdène bactérien.

Le cofacteur à molybdène utilisé par la sulfite oxydase a encore une structure différente :

Structure du MoCo de la sulfite oxydase, avec un résidu cystéine lié à l'atome de molybdène.

## En médecine
Le déficit en cofacteur à molybdène est une maladie rare se caractérisant par la survenue de crises convulsives peu après la naissance.

## Concernant l'autisme
Un manque de cofacteur à molybdène (MOCO) pourrait entraîner l'hypersensibilité au stress oxydatif, une diminution du nombre de synapses et une neurotransmission anormale, des mécanismes qui pourraient être impliqués dans la compréhension de l'autisme.